# Die andere Partei
Die andere Partei (DaP) war eine politische Partei in Winterthur.

## Geschichte
Nach der mehrheitlichen Fusion der Demokratischen Partei (DP) mit der FDP im Jahre 1971 traten nicht alle der in Winterthur stark verankerten Demokraten den Freisinnigen bei. Einige Parteimitglieder unter Präsidium des Winterthurer Rechtsanwaltes Walter Huber-Ravazzi bildeten in Winterthur weiterhin eine eigenständige Gruppierung unter dem Namen Neue Demokratische Partei (NDP), die sich wenig später auch wieder in ihren alten Namen Demokratische Partei umtauften. 1974 erreichte die Gruppierung bei den Wahlen in den Winterthurer Gemeinderat einen Sitz, vier Jahre später konnte sie einen zweiten Sitz für sich verbuchen.
Aufgrund eines im Vergleich zu den restlichen drei Sektionen klar sozialliberaleren und auch grüneren Kurses spaltete sich die Winterthurer Sektion 1984 von ihrer Kantonalpartei ab und war fortan eigenständig. In den frühen 1990er-Jahren erfolgte die Umbenennung der Gruppierung in Die andere Partei (DaP).
Aufgrund eines über Jahre stetigen Wählerrückgangs verlor die DaP 1994 einen ihrer Sitze wieder. Bei den Kantonsratswahlen 1995 konnte die DaP gemeinsam mit der LdU mit Esther Zumbrunn ein Mandat gewinnen, verlor dieses aber 1999 wieder. Zuletzt nahm die Partei 1998 noch an den Gemeinderatswahlen teil und konnte noch einen Wähleranteil von 2,2 % und einen Sitz für sich verbuchen. Die zuletzt noch 30 Mitglieder zählende Gruppierung wurde Anfang 2000 aufgelöst, die verbliebene Gemeinderätin Silv O’Brien trat den Grünen bei.